# 2,4-D
2,4-D eller 2,4-diklorfenoxy-eddikesyre er et stof, som bruges til ukrudtsbekæmpelse (herbicid). Det er et såkaldt "hormonmiddel", der virker ved at forstyrre planternes egne hormoner. Da enkimbladede planter (græsser, løg m.fl.) er betydeligt mindre følsomme overfor stoffets skadevirkninger, har det især været brugt i kornafgrøder mod tokimbladede ukrudtsarter.
Stoffet indgår – sammen med 2,4,5-T – i kendte og populære haveprodukter som f.eks. "Herbatox", der bruges med tilsvarende virkning i græsplæner.
Stoffet kan ved høje koncentrationer give skader på centralnervesystemet. Det er klassificeret som giftigt (Xn) og lokalirriterende (Xi). Der er vedtaget grænseværdier for 2,4-D i direktiv 2002/97/EF, og det højeste tilladte indhold i drikkevand er 0,1μg/liter.
2,4-D indgik i forholdet 1:1 i "Agent Orange", den anden komponent var som i "Herbatox" 2,4,5-T. 2,4-D indgik i forholdet 4:1 i "Agent White" sammen med picloram (4-amino-3,5,6-triklor-2-pyridincarboxylsyre). Både Agent Orange og Agent White blev brugt under Vietnamkrigen som afløvningsmiddel. 
Stofferne i Agent Orange er i en undersøgelse  fra 2024 fundet at medføre hjerneskader, som ligner forstadier til Alzheimer.
| År   | Anvendelse i Danmark, kg |
| 2008 | 3.756                    |
| 2009 | 954                      |
| 2010 | 1.158                    |

## Reference
1. ↑  "Exposure to Agent Orange damages brain tissue in ways similar to Alzheimer's disease, study reveals". medicalxpress.com. Brown University. 2023. Arkiveret fra originalen 13. februar 2024. Hentet 14. februar 2024.
2. ↑  "Bekæmpelsesmiddelstatistik, Miljøstyrelsen" (PDF). Arkiveret (PDF) fra originalen 20. september 2017. Hentet 18. marts 2012.